# Ostfriesische Häuptlinge

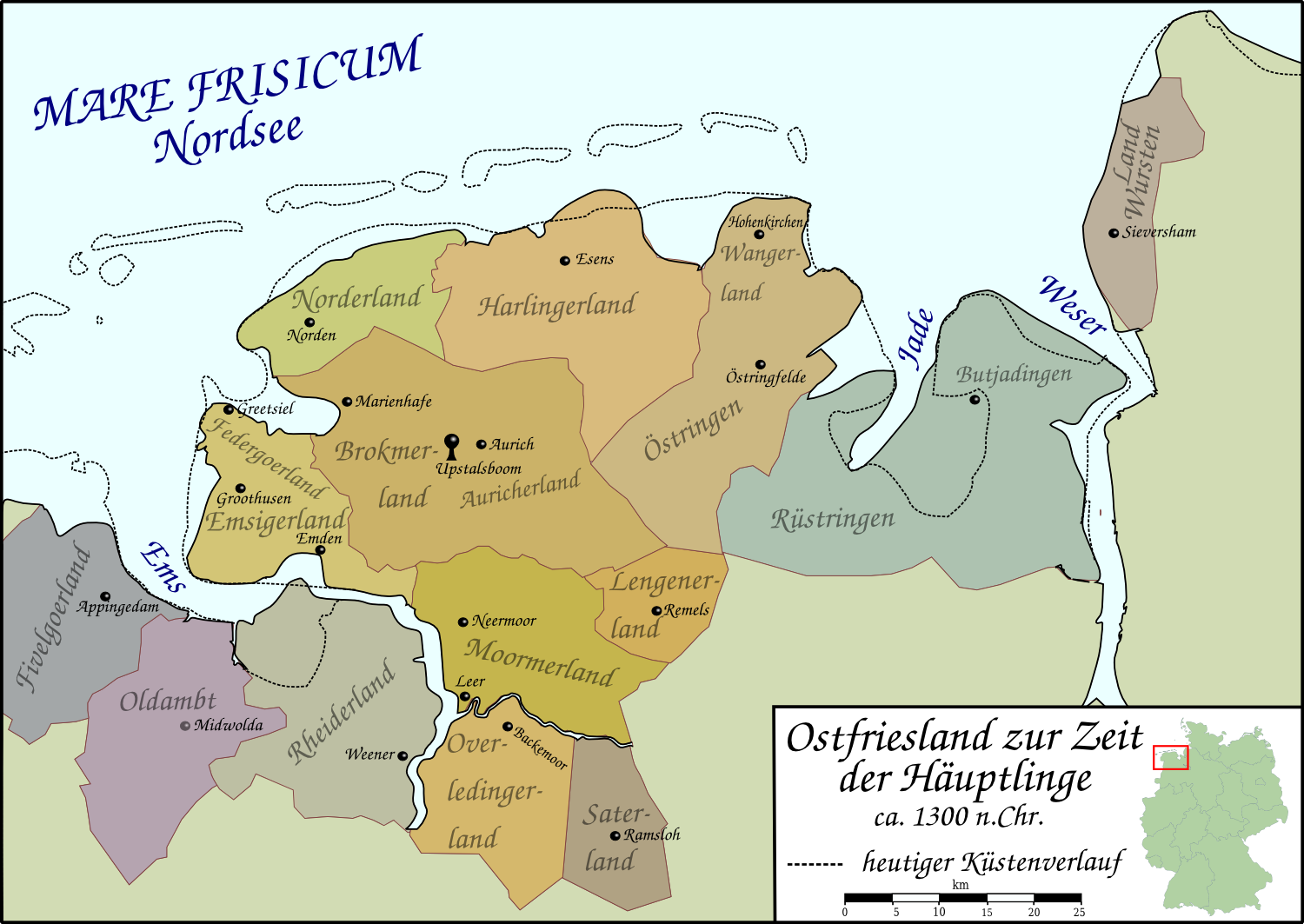
Ostfriesland zur Zeit des Häuptlingswesens

Die ostfriesischen Häuptlinge (friesisch Hovetlinge oder Hovedlinge) übernahmen im Verlauf des 14. Jahrhunderts Machtpositionen im östlichen Friesland, nachdem die alte egalitäre Verfassung aus der Zeit der Friesischen Freiheit zusehends verfallen war.

## Vorgeschichte
Ostfriesland unterstand, anders als sonst zur Zeit des Lehnswesens üblich, im Mittelalter keiner zentralen Herrschaft. Stattdessen hatten sich bereits im 12. und 13. Jahrhundert die „freien Friesen“, so die Selbstbezeichnung, in genossenschaftsähnlichen Landesgemeinden organisiert, in denen prinzipiell jedes Mitglied gleichberechtigt war. Diese grundsätzliche Gleichberechtigung galt für alle Eigentümer von Hofstellen und zugehörigem Land in ihren jeweiligen Dörfern und Kirchspielen. Die öffentlichen Ämter der Richter oder „Redjeven“ (lat. consules) wurden durch jährliche Wahlen besetzt. De facto stachen einige nobiles aus dieser universitas hervor: Insbesondere die Mitglieder der großen und reichen Familien bekleideten die öffentlichen Ämter. Statussymbole dieser nobiles waren ab dem 13. Jahrhundert Steinhäuser (Stins, als Vorläufer der späteren Häuptlingsburgen) sowie kleine Söldnerheere.

## Entwicklung des Häuptlingswesens

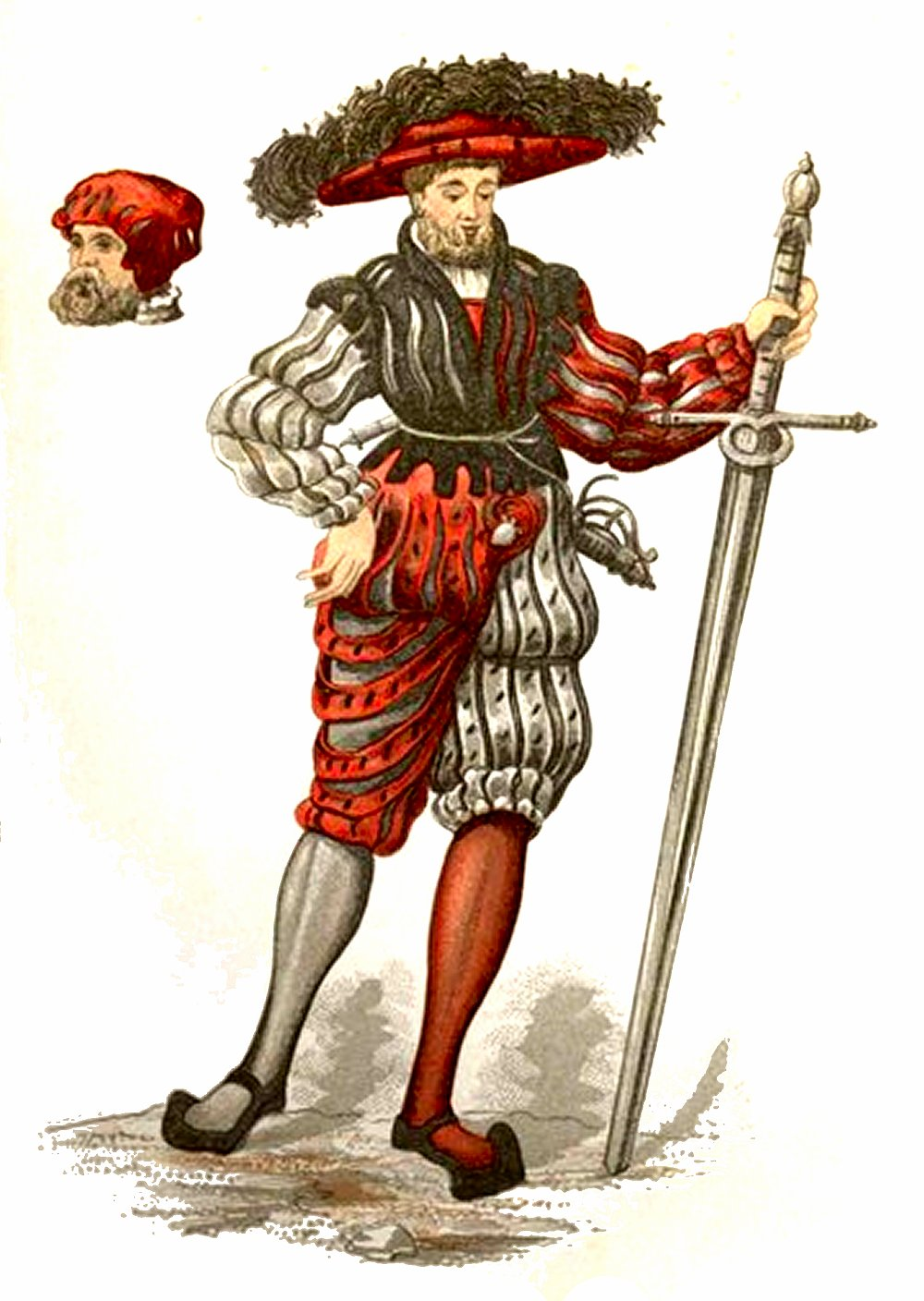
Häuptling in höfischer Tracht, aus dem 1561 begonnenen Hausbuch des Unico Manninga

Bis 1300 konnte sich diese egalitäre Ordnung, trotz Rivalitäten der mächtigen Familien, erhalten. Gegen Ende des 14. Jahrhunderts setzte aber ein demographischer Wandel ein: Eine Vielzahl von Krisen (Hungersnöte, mangelnder Absatzmarkt für Waren, Seuchen) führte zu einem Verlust der öffentlichen Ordnung, den Höhepunkt bildete der Ausbruch der Pest 1349/50. Zudem brachen unter Sturmfluten (beispielsweise der zweiten Marcellusflut im Jahre 1362) die während des hohen Mittelalters erbauten Deiche, wodurch bis dahin bewohnte Gebiete überflutet wurden: Es entstanden Ley- und Harlebucht sowie der Jadebusen. Diese Katastrophen zogen eine Neuordnung des politischen Raumes nach sich: Kleinere „Bezirke“ wie Stadland und Butjadingen entstanden im Osten, Bant südwestlich des neu entstandenen Jadebusens.
Auch an der politischen Verfasstheit Ostfrieslands gingen diese Einschnitte nicht spurlos vorüber. Im späten 13. Jahrhundert und bis zur Mitte des 14. Jahrhunderts verfestigte sich die Macht der nobiles zunehmend und das ostfriesische Häuptlingswesen begann Gestalt anzunehmen: Die hovetlinge lernten rasch, ihre Autorität nicht mehr vom Willen der Gemeinden abzuleiten, sondern als dynastischen Besitz zu verstehen und zu verteidigen. Für viele „freie Friesen“ ging es zu dieser Zeit um elementare Fragen des Überlebens, ihre Mitwirkung an den Gemeindeangelegenheiten erlahmte. Die genossenschaftlichen Ideale der Friesischen Freiheit konnten unter diesen Umständen nicht aufrechterhalten werden. Einzelne Familien, ehemals schon als nobiles privilegiert, begannen sich mehr und mehr von den bäuerlichen Hofeignern abzusetzen und die herrschende Schicht zu bilden. Ab der Mitte des 14. Jahrhunderts wurde der Titel „Häuptling“ üblich, seine Träger verstanden ihn nun als Standesbezeichnung.
Die Macht der Häuptlinge stützte sich vor allem auf ihren dynastischen Besitz. Aus den Steinhäusern der redjeven entwickelten sich nun Türme und Burgen. Auch steinerne Kirchen wurden als Herrschaftszentrum instrumentalisiert. Neben ihrem militärischen Nutzen zeugt der (Aus-)Bau von Burgen auch von einem erstarkenden Standesbewusstsein: Die Häuptlinge rückten sich so in die Nähe des Adels, wie er im übrigen Deutschen Reich existierte, und verstärkten damit ein weiteres Mal die Kluft zu den Bauern, die nun als undersaten, als Untertanen, betrachtet wurden. Von außerhalb Frieslands gesehen war ein Hovetling ohnehin ein nobilis (Edeling); so wird Sibo Herringa von der Attamansburg in einer 1404 in Bremen ausgestellten Urkunde ganz selbstverständlich genannt. Die Häuptlinge konnten es leicht mit den Niederadligen außerhalb Frieslands aufnehmen, was ihren Reichtum betraf, ihre Freiheit und Unabhängigkeit. Darüber hinaus muss berücksichtigt werden, dass in den berühmten 17 Küren vom Ende des 11. Jahrhunderts in der 7. Küre ausdrücklich festgestellt wird, dass König Karl allen Friesen nobilitatem et libertatem, etheldom and frihels, das heißt Edeltum und Freiheit, verliehen hat. Also jeder frei geborene Friese ist adelsgleich und frei. Im Gegensatz zu den nobiles Frieslands war der niedere Adel im übrigen Reich meist unfreier Herkunft (Ministeriale). Steuern blieben jedoch unter der Herrschaft der Häuptlinge weiterhin unbekannt, einen großen Teil ihres Lebensunterhalts gewannen die Hovetlinge durch Seeraub. Zudem begannen sich recht bald zwischen den Häuptlingsfamilien Fehden zu entwickeln, die bis zu kriegerischen Auseinandersetzungen anwachsen sollten. Zur Finanzierung dieser Streitigkeiten diente das Kapern von Schiffen ebenso wie das gezielte Strandenlassen von Kauffahrern mittels falscher Leuchtfeuer. Das Strandrecht garantierte den Häuptlingen die Erlaubnis, das Strandgut in Besitz zu nehmen. Weitere Einnahmequellen für die Häuptlinge bildeten bäuerliche Eigenwirtschaft sowie Verpachtung von Höfen und Ländereien, Teilhabe am Fernhandel und zunehmend auch der Verkauf ihrer Schutzgewalt an die undersaten.

## Häuptlingsfamilien
| Hauptsitz                                | Familie                                             |
| ---------------------------------------- | --------------------------------------------------- |
| Broke / Marienhafe                       | tom Brok                                            |
| Dornum                                   | Attena                                              |
| Emden                                    | Abdena                                              |
| Faldern                                  | Aildesna                                            |
| Appingen / Greetsiel / Norden            | Cirksena                                            |
| Innhausen / Östringen                    | Tiarksena / Tiardesna                               |
| Langwarden / Innhausen / Knyphausen      | Onneken, später zu Innhausen und Knyphausen genannt |
| Lütetsburg / Pewsum                      | Manninga                                            |
| Neermoor / Leer                          | Ukena                                               |
| Norden                                   | Idzinga                                             |
| Osterhusen                               | Allena                                              |
| Rüstringen / Bant                        | Wiemken (Papinga)                                   |
| Wittmund / Dornum                        | Kankena                                             |
| Wirdum / Grimersum / Pilsum / Groothusen | Beninga                                             |
| Rodenkirchen / Stadland                  | Dide Lubben                                         |

tom Brok
Zu den größten Häuptlingsfamilien in der ersten Hälfte des 14. Jahrhunderts gehörten die aus dem Norderland stammende Familie tom Brok, die bereits zur Zeit der Friesischen Freiheit zu den führenden Familien Ostfrieslands zählte. Ihre Machtpolitik übertraf alles bisher in Ostfriesland Gekannte: Durch Heirat erlangten die tom Brok die Herrschaft über das Emsigerland und stellten mit Keno I. tom Brok schließlich den ersten Häuptling im Brokmerland. Die Gebotsgewalt der tom Brok durchdrang zuletzt große Teile des östlichen Frieslands.
Wiemken, auch Papinga genannt, Beninga
Kenos großer Rivale war der Häuptling der Rüstringer Friesen sowie über Bant und Wangerland, Edo Wiemken der Ältere. Dieser errichtete 1383 in Bant die Edenborch, die spätere Sibetsburg. Sie war Vorbild für die Grimersumer Steinbauten der Beninga-Häuptlinge in der Krummhörn, dazu diente die Befestigung ab 1395 mehrfach dem Seeräuberbund der Vitalienbrüder als Zuflucht und Operationsbasis, weshalb sich eine erste Strafexpedition der Hanse besonders gegen ihn richtete: Er musste am 4. Juli 1398 Lübeck, Bremen und Hamburg zusichern, dass er den Vitalienbrüdern seinen Schutz entziehen und sie aus seinem Gebiet weisen würde.
Tjarksena / Tiardesna
Burg Innhausen wurde um 1350 von Ino Tjarksena, Richter von Östringen, erbaut. Sein Sohn war Popko Inen Tjarksena († 1387), Häuptling zu Innhausen. Popko war ein ehemals loyaler Verbündeter des Edo Wiemken († 1415) und Schwiegervater dessen Sohnes Dodo. Im Laufe von Streitigkeiten nach Dodos Tod wechselte Popko Inen die Seiten und verbündete sich mit Ocko dem Älteren tom Brok, der zu dieser Zeit Ostfriesland unter seiner Herrschaft zu einigen suchte. Edo Wiemken tötete Popko Inen im Streit darüber 1387 und eignete sich dessen Burg Innhausen an.
Onneken, später Innhausen und Knyphausen
1387 gab Edo Wiemken die Burg Innhausen Iko Onneken dem Älteren († 1454), dem Häuptling des benachbarten Sengwarden, der auch die Tochter des früheren Eigentümers Popko Inen Tjarksena, Hilleda Tjarksena, heiratete. Zugleich folgte Iko Onneken seinem Schwiegervater Popko Inen als Häuptling zu Innhausen nach. Iko Onneken war ein Enkel des Onneko (Unico, urkundlich um 1350) auf Burg Gödens, Häuptlings zu Langwarden, Gödens und Syllhues, der ein Stammesverwandter des Edo Wiemken war. Onnekos Sohn war Onneko Grote Onneken († 1405), der wegen seiner Statur den Beinamen Grote, der Große, trug. Er war Häuptling zu Sengwarden, Langwarden, Rodekerken, Gödens und Syllhues. Sein Sohn aus der Ehe mit Tiadera von Oldeborg, Sibeths Tochter, war Iko Onneken der Ältere, Vater Alkos des Bösen († 1474), Häuptlings zu Innhausen. Dessen Sohn, Folef Alksen Onneken († 1531), Häuptling zu Innhausen, erbte 1496 von seinem Vetter, Iko Onneken dem Jüngeren, Häuptling zu Knyphausen, die benachbarte Herrschaft Kniphausen und vereinigte so beide Herrschaften, nach denen sich das Geschlecht der Onneken dann nur noch zu Innhausen und Knyphausen nannte.
Allena
Kenos I. tom Brok Sohn, Ocko der Ältere, vereinte nahezu ganz Ostfriesland unter seiner Macht. 1381 schwor er Herzog Albrecht von Bayern, Graf von Holland die Treue. Nach einer ergebnislosen Verhandlung mit dem Häuptling Folkmar Allena, der ihn in der Auricher Burg belagerte, wurde er ermordet (1391). In der Folgezeit übernahm seine Frau Foelke, die so genannte Quade Foelke (= „böse Foelke“), die Regentschaft für seine beiden unmündigen Söhne Widzelt und Keno II.
Abdena
Insbesondere die Fehden zwischen den tom Brok einerseits und Folkmar Allena von Groothusen sowie der Familie Abdena aus Emden andererseits bestimmten die ostfriesische Geschichte gegen Ende des 14. sowie zu Beginn des 15. Jahrhunderts. An der Spitze der Abdenas stand Hisko, der Propst von Emden.
Lubben
Der Geschlechtername Lubben leitet sich von Lubbe Onneken, Sohn des „edelen Duden“ und ältestem bekannten Ahnen dieses Namens her, entsprechend dem Siegel von 1384 mit dem heraldisch nach rechts aufgerichteten Löwen im Schilde und der Umschrift: + LVBBE … KEN IN ◌ RODENKERKEN +. Der aufgerichtete Löwe deutet auf ein altes Friesengeschlecht und ist Zeichen anderer aus dem Geschlecht der Onneken  hervorgehender, führender Familien, unter anderem Lubbe Onneken von Langwarden (später Häuptling zu Knyphausen). Lubbe Onneken und Sohn Dide Lubben (auch: Dide Lubbensone) werden 1384 bis 1414 erwähnt. Dide Lubbens Sohn mit Nachkommen ist Dude Didensone. Er wurde im Jahre 1419 zusammen mit Bruder Gerold in Bremen enthauptet – mit dem Schwert, wie es Edelingen gemäß ihrem Herkommen zustand. Der Legende nach küsste der jüngere Gerold dabei den bereits abgeschlagen Kopf seines Bruders Dude. Sie hatten mit Friesen und Söldnern vergeblich versucht, die Vredeborg bei Atens zu besetzen. Dabei wurden sie gefangen genommen und nach Bremen überstellt.
In der Einleitung zu seiner Lütetsburger Chronik nennt Udo von Alvensleben die Freiherren, Grafen und Fürsten zu Innhausen und Knyphausen als das einzige überlebende Häuptlingsgeschlecht. Es gibt jedoch noch zwei weitere überlebende Geschlechter. Der Löwe begleitet die noch heute blühenden Geschwistergeschlechter Lübben und Tantzen als Wappenbild. Beide Familien lassen sich in männlicher Line auf Lubbe Onneken, den Sohn des „edelen Duden“, zurückführen.
Über die Jahrhunderte hinweg verblasste die Erinnerung an die Hinrichtung von Dude und Gerold. Im 19. Jahrhundert entdeckte der Heimatforscher Hermann Allmers die Geschichte von Gerold und Dude wieder. Für seine Land- und Volksbilder, das Marschenbuch, schrieb er sie neu auf. Fortan gehörte die Sage vom Schicksal der friesischen Brüder zum Kanon der Schulen in der Wesermarsch.  Ferner empfahl Allmers, auf dem Hof des 1890 verstorbenen Ummo Lübben ein Freskogemälde zu erstellen, das den legendären „Bruderkuss“ darstellt. In der Folgezeit wurde der Hof zu einer Art Wallfahrtsort. Heute befindet sich das Gemälde von Hugo Zieger als Leihgabe der Familie Lübben im Museum Nordenham.

## Kollaboration mit den Vitalienbrüdern
Die durch den Deutschen Orden im Jahr 1398 von der Ostseeinsel Gotland vertriebenen Vitalienbrüder verschärften diese Fehden: Sie wurden von allen Parteien als Truppen in den Kämpfen eingesetzt. Aus der Zusammenarbeit zogen beide Seiten einen Nutzen: Die Vitalienbrüder brachten Kriegserfahrung und Flexibilität mit sich, vor allem aber war ihr Einsatz im Unterschied zu dem gewöhnlicher Söldner enorm günstig, machten sie doch Beute auf eigene Rechnung und verlangten keinen Sold und keine Verpflegung. Die Häuptlinge dagegen boten einen sicheren Unterschlupf vor Verfolgung sowie einen Absatzmarkt für gekaperte Waren – beides grundlegende Voraussetzungen für den Aufbau einer neuen Operationsbasis.
Der ansteigende Seeraub in der südlichen Nordsee schädigte auch die Schifffahrt der Hanse, hier besonders die Städte Hamburg und Bremen. Die Konflikte verschärften sich: Dadurch, dass jede Häuptlingsfamilie Seeräuber zur Stärkung ihrer eigenen Position anheuerte, konnte auch niemand mehr auf die Zusammenarbeit mit ihnen verzichten.

## Die Hanse rüstet gegen die Ostfriesischen Häuptlinge
Edo Wiemken, der Häuptling der Rüstringer Friesen sowie über Bant und Wangerland, tat sich besonders als Gastgeber der Vitalienbrüder hervor. Folglich richtete sich die erste Strafexpedition der Hanse besonders gegen ihn: Er musste am 4. Juli 1398 Lübeck, Bremen und Hamburg zusichern, dass er den Vitalienbrüdern seinen Schutz entziehen und sie aus seinem Gebiet weisen würde:

„All denen, die diesen Brief lesen oder von ihm Kenntnis erhalten, sei mitgeteilt, dass ich, Edo Wiemken, Häuptling im Rüstringer Landesviertel, in diesem Brief bekenne und bezeuge, […] die Vitalienbrüder, alt und jung, von mir zu weisen, die ich zu dieser Zeit bei mir habe und die ich auf mein Schloss und mein Gebiet liess […].“

Am 2. Februar 1400 wurde auf einem kleinen Hansetag zu Lübeck die Entsendung von elf bewaffneten Koggen mit 950 Mann in die Nordsee beschlossen. Keno II. tom Brok reagierte umgehend, indem er sich in einem auf den 25. Februar datierten Schreiben an die Hansestädte für die Beherbergung der Vitalienbrüder entschuldigte und ihre sofortige Entlassung versprach:

„[…] ik Keno […] bekenne unde betughe openbar in desem brefe, […] dat ick wil unde schal van my laten alle vitallienbroder, old unde jung, de ick bette desser tyd hebbe, vnde de ick an mynen sloten unde in mynen ghebheden geleidet hadde, so dat ze van my unde de minen scholet uttheen to lande unde nicht to watere van stunden an […].“

Kenos Gegner Hisko von Emden und Edo Wiemken sowie der Graf von Oldenburg gaben den arbeitslosen Vitaliensern sogleich neue Anstellung, übrigens eben jene Häuptlinge, die keine zwei Jahre zuvor feierlich gelobt hatten, nie wieder mit den Seeräubern gemeinsame Sache zu machen.
Schließlich heuerten auch Keno tom Brok und seine Bundesgenossen, allen voran Folkmar Allena, Enno Haytatisna und Haro Aldesna wieder Seeräuber an. Eine „Rüstungsspirale“ hatte sich gebildet, es war dem einzelnen Häuptling kaum mehr möglich, [auf die Hilfe der Vitalienbrüder] zu verzichten, weil er mit seiner eigenen Hausmacht unmöglich das militärische Potential der Seeräuber, das seinen Gegnern zur Verfügung stand, ausgleichen konnte.
Die Hansestadt Lübeck drängte zur Tat: Am 22. April stach die verabredete Hanseflotte von Hamburg aus mit Kurs auf Ostfriesland in See. Am 5. Mai traf sie auf der Osterems auf von Folkmar Allena beherbergte Vitalienbrüder und besiegte sie. Hierbei kamen 80 Seeräuber zu Tode, 34 wurden als Gefangene genommen und später hingerichtet.
Die Hanse verlieh ihrem Ansinnen Nachdruck, indem sie sich am 6. Mai die Stadt und das Schloss Emden von Propst Hisko übereignen ließ. Damit wurde die Basis für weitere Operationen gelegt, von hier ausgehend wurden weitere Schlösser und Burgen erobert. Diese Unnachgiebigkeit ließ das Unternehmen zu einem vollen Erfolg für die Hanse werden, am 23. Mai bestätigten alle Häuptlinge und Gemeinden Ostfrieslands, nie wieder Vitalienbrüder aufzunehmen:

„Witlik sy allen den ghenen, de dessen bref seen edder horen lesen, dat wy houetlinge vnde menheyt des ghantsen landes to Ostvreslande, also dat beleghen is twysschen der Emese vnde der Wesere, vp dat wy schullen vnde willen nummermer to ewyghen tyden Vytalienbrodere edder andere rouere […] husede ofte heghedein vnsen landen ofte ghebede.“

## Niedergang des Häuptlingswesens

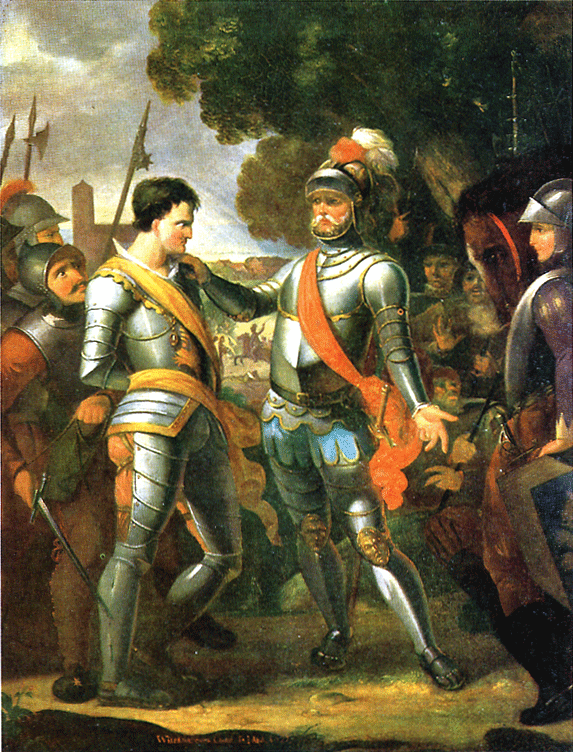
Ocko tom Brok wird nach der Schlacht auf den Wilden Äckern gefangen vor Focko Ukena geführt. Romantisierendes Historiengemälde von Tjarko Meyer Cramer, 1803.

Die bewaffnete Präsenz der Hanse konnte die Häuptlingskonflikte nicht aus der Welt schaffen, sie verkomplizierte sie sogar. 1408 führte die Hanse eine weitere bewaffnete Expedition gegen die Häuptlinge der Friesen. Keno II. tom Brok suchte das Bündnis mit den Hansestädten, auch um seine eigene Position in den Dauerfehden mit den übrigen Häuptlingen zu stärken. Auf militärischem Wege ließ sich das Häuptlingswesen jedoch nicht beseitigen: Keno II. tom Brok vertrieb Hisko Abdena aus Emden, verstarb aber frühzeitig. Unter der Herrschaft seines Sohnes, Ocko II. verlor die Familie an Bedeutung.
Dem Häuptlingswesen begegnete zu Beginn des 15. Jahrhunderts jedoch zunehmend Widerstand aus der bäuerlichen Schicht. Die wirtschaftliche Krise war überstanden und mit der sich stabilisierenden Ökonomie gewann auch das Selbstbewusstsein der Bauern wieder an Stärke. Focko Ukena aus Leer wusste das erstarkende Selbstbewusstsein der bäuerlichen Schicht zu nutzen und wiegelte sie gegen die tom Brok auf: Er besiegte Ocko und seine Verbündeten in der Schlacht von Detern (1426) und in der Schlacht auf den Wilden Äckern (bei Oldeborg 1427) und setzte damit der Herrschaft der tom Brok ein Ende.
Das Häuptlingswesen geriet zunehmend unter Druck: Hamburg stellte eine dritte große Strafexpedition gegen Sibet Lubbenson, den Enkel Edo Wiemkens. Simon van Utrecht brach im Jahr 1433 mit 21 Schiffen gen Emden auf und eroberte die Stadt. Die Sibetsburg wurde 1435 geschleift. Gegen Focko Ukena, mittlerweile mächtigster Häuptling in Ostfriesland, verbündete sich aber eine Gruppe von Häuptlingen und Landgemeinden unter Führung des Greetsielers Edzard Cirksena. Den Landgemeinden selbst fehlte es anscheinend an innerer Kraft, das mittlerweile verhasste Häuptlingswesen eigenmächtig zu bekämpfen. Dennoch regte sich die Freiheitstendenz in den Gemeinden, Focko hatte sie im Kampf gegen Ocko tom Brok zu nutzen gewusst, nun wendete sie sich gegen ihn. Focko wurde besiegt und vertrieben. Er starb 1436 im Groningerland.
Mit dem Aufstieg der Cirksena endete die Häuptlingsherrschaft in Ostfriesland, nachdem 1464 Kaiser Friedrich III. Ulrich Cirksena in den Stand eines Reichsgrafen erhoben und ihm Ostfriesland als Reichsgrafschaft zu Lehen gegeben hatte. Unter seiner Landesherrschaft konnten Bauern und Häuptlinge wesentlich beruhigt werden: Die Zeit der landesinternen Fehden ging in seinem Machtbereich zu Ende. Einigen Häuptlingsfamilien gelang es, in den Dienstadel aufgenommen zu werden. So wurde z. B. Albert von Rhaude oder von Jemgum (1500–1545), ein Nachfahr des Ewo Tammena aus Jemgum, Drost des Grafen von Ostfriesland in Friedeburg, in Aurich und in Berum. Einer seiner Nachfahren heiratete in den westfälischen Adel ein.

### Sekundärliteratur
- Dieter Zimmerling: Störtebeker & Co. Die Blütezeit der Seeräuber in Nord- und Ostsee. Die Hanse, Hamburg 2000, ISBN 3-434-52573-4.
- Hartmut Roder: Klaus Störtebeker – Häuptling der Vitalienbrüder. In: ders. (Hrsg.): Piraten – Herren der Sieben Meere. Bremen 2000.
- Heinrich Schmidt: Das östliche Friesland um 1400. Territorialpolitische Strukturen und Bewegungen. In: Wilfried Ehbrecht: Störtebeker: 600 Jahre nach seinem Tod. Porta-Alba-Verlag, Trier 2005, ISBN 3-933701-14-7, S. 85–110.
- Heinrich Schmidt: Mittelalterliche Kirchengeschichte. In: Rolf Schäfer (Hrsg.): Oldenburgische Kirchengeschichte. Isensee, Oldenburg 1999, ISBN 3-89598-624-0.
- Heinrich Schmidt: Piraten gern gesehen. In: Damals. Das Magazin für Geschichte und Kultur. 38. Jahrgang, April (4) 2006, S. 30–36.
- Heinrich Schmidt: Politische Geschichte Ostfrieslands. Leer 1975.
- Matthias Puhle: Die Vitalienbrüder: Klaus Störtebeker und die Seeräuber der Hansezeit. Zweite Auflage, Campus, Frankfurt am Main 1994, ISBN 3-593-34525-0.